# Alfa Romeo Grand Prix
A.L.F.A. 40/60 GP или Grand Prix (сокращенно GP) — первый рабочий прототип гоночного автомобиля автомобильной компании A.L.F.A., известной сейчас как Alfa Romeo. Модель была сделана только в одном экземпляре в 1914 году, которая впоследствии была модернизирована в 1921 году. 

## История
Данный рабочий прототип был спроектирован итальянским инженером Джузеппе Мерози. Модель стала первым для Альфа Ромео автомобилем с двигателем системы DOHC. Двигатель имел по 4 клапана на цилиндр, с 90 градусным расположением клапанов и системой двойного впрыска «twin spark». Интересно, что в основном все двигатели Alfa Romeo, оборудованные системой DOHC, были спроектированы Витторио Яно, но первый  такой двигатель был создан на модели Alfa Romeo GP за авторством Мерози. Данный вид двигателей был слишком новым для того времени, первым из которых, начиная с 1912 - 1913 годов был создан швейцарским инженером Эрнестом Генри(Ernest Henry) на автомобилях Peugeot..
Интересно, что история данных двигателей далеко неизвестна, так как другие автомобили с двойным распредвалом были созданы в эпоху Sunbeam, Delage и Humber. 
Что касается автогонок, в 1914 году GP была представлена для участия в Гран-при Франции того же года, но по неизвестным причинам дебюта автомобиля не состоялось. В 1921 году Джузеппе Кампари принял участие в Гран-при Джентльменов в Брешиа на модифицированной Grand Prix, но он сошёл с дистанции из-за пробитого радиатора.
Двигатель Grand Prix был объемом 4,5 л. (4490 куб.см) и выдавал 88 л.с. (66 кВт) при 2950 об/мин, а после модернизации в 1921 году 102 л.с. (76 кВт) при 3000 об/мин. Максимальная скорость этого автомобиля была 140—149 км/ч (88-93 миль/ч). Данная модель была не единственным примером до 1920-х годов, когда двигатели образца DOHC стали преобладать в Alfa Romeo. Например, Alfa Romeo 6C также имела систему с двумя распредвалами.

## Заметки
1. ↑  The Grand Prix from 1914. alfaromeo.com.au. Дата обращения: 26 апреля 2007. Архивировано 19 февраля 2007 года.